# Three Sisters
Three Sisters é um filme mudo norte-americano de 1911 em curta-metragem, do gênero drama, dirigido por D. W. Griffith e estrelado por Mary Pickford.

## Elenco
- Mary Pickford ... Mary
- Maion Sunshine ... Florence
- Vivian Prescott ... Adele
- Kate Bruce ... A mãe